# ニトロイル化合物

二酸化窒素 NO_{2} の構造と結合

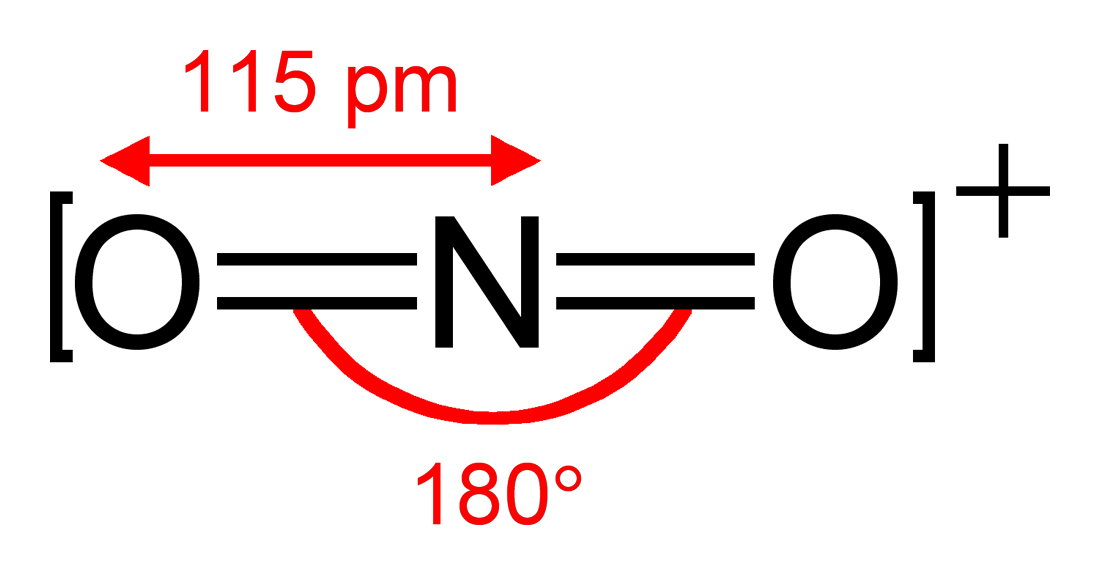
ニトロニウムイオン NO_{2}^{+} の構造と結合

ニトロイル化合物（ニトロイルかごうぶつ）は、陽イオン性原子団 NO
2 または、陽イオン NO+
2を含む化合物の総称である。フッ化ニトロイル (NO2F) 、塩化ニトロイル (NO2Cl)などがある。国際的にはnitrylだが、日本語では有機化合物の R−C≡N のnitrilと同じ発音になるためニトロイルが推奨される。
ニトロイルの部分は2個の酸素原子と2つの結合を持つ窒素原子と、窒素原子と2個の酸素原子の間で等しく共有される第三の結合を含む。窒素を中心とするラジカルは他の一価の原子または原子団 (X) と自由に N-X 結合を形成する（XはF, Cl, OHなど）。
有機命名法では、ニトロイルはニトロ基として知られている。例えば、ニトロイルベンゼンは通常ニトロベンゼン (PhNO2) と呼ばれる。